# Sand (Kirchspiel Kreuzburg (Ostpr.))
Sand war ein Ort im ostpreußischen Kreis Preußisch Eylau, der nach 1945 zur Sowjetunion gehörte. Seine Ortsstelle befindet sich heute im Bereich des Munizipalkreises Rajon Bagrationowsk (Stadtkreis Preußisch Eylau) der russischen Oblast Kaliningrad (Gebiet Königsberg (Preußen)).

## Geographische Lage
Die Ortsstelle von Sand liegt westlich des Flüsschens Kornewka (deutsch Stradick) zwischen Medowoje (Sollnicken) und Swetloje (Kobbelbude) an der Fernstraße 27A-002 (ex R 516). Bis zur früheren Kreis- und heutigen Rajonshauptstadt Preußisch Eylau (russisch Bagrationowsk) sind es 26 Kilometer in südöstlicher Richtung.

## Geschichte
Um 1790 wurde Sand im ostpreußischen Kreis Preußisch Eylau gegründet und war bis 1945 ein Vorwerk – bis 1909 als Wohnplatz des Gutsbezirks Sollnicken (russisch Medowoje), danach des Gutsbezirks Tykrigehnen (russisch ebenfalls Medowoje) und ab 1928 der Landgemeinde Sollnicken.
Mit dem gesamten nördlichen Ostpreußen kam Sand 1945 in Kriegsfolge zur Sowjetunion. Doch schon bald verliert sich seine Spur, der Ort wird nicht mehr genannt, eine russische Namensgebung ist nicht bekannt, und so scheint er der Siedlung  Medowoje angeschlossen worden zu sein. Offiziell gilt es als bereits vor 1969 verlassen und untergegangen.
Seine Ortsstelle gehört jetzt zum Munizipalkreis Rajon Bagrationowsk (Stadtkreis Preußisch Eylau) in der Oblast Kaliningrad (Gebiet Königsberg (Preußen)) in der Russischen Föderation.

## Religion
Sand war bis 1945 in das Kirchspiel der evangelischen Kirche Kreuzburg (Ostpreußen) (russisch Slawskoje) in der Kirchenprovinz Ostpreußen der Kirche der Altpreußischen Union eingepfarrt.

## Verkehr
Die Ortsstelle von Sand liegt in unmittelbarer Nähe der einstmals „Berlinka“ genannten Reichsautobahn Berlin–Königsberg (heute 27A-002 (ex R 516), Teilstück der E 28) an der Auffahrt Swetloje/Medowoje.
Die nächste Bahnstation ist Swetloje (Kobbelbude) an der Bahnstrecke Mamonowo–Kaliningrad (deutsch Heiligenbeil–Königsberg).